# 좋은 아침 (SBS)
《좋은 아침》은 SBS TV에서 매주 평일 아침 8시 50분에 방송 중인 교양 정보 프로그램이다.

## 프로그램 소개
누군가는 실속 정보만 쏙쏙 골라~
라이프 스타일을 업그레이드하는가 하면 누군가는 매일 매일이 똑같다?!
하루가 다르게 변하는 세상.
넘쳐나는 정보 속에서 “미처 알지 못해서~ 챙기지 못해서~”
삶에 플러스가 되는 정보를 놓치고 있다면!
이제는 현실이 된 백세시대.
가치 있고 풍요로운 삶을 만들고 싶다면!
시대의 흐름에 맞춰 다양한 이야기와 정보를 나누는 SBS 대표 힐링 프로그램
좋은 아침과 함께 하세요
당신의 아침 시간을 즐겁고 행복하게 만들어드리겠습니다.

## 역사
- 1996년 10월 14일 : 첫 방송
- 1999년 : 생활 건강 상식을 알려주는 'TV 동의보감', 스타를 소재로 한 '토크멘터리'라는 코너를 선보이며 인기를 얻었으며 일상의 여유를 누리는 감동적인 스타들의 솔직한 이야기부터 우리 주변의 정감 넘치는 사람 사는 이야기를 다뤘다.
- 2002년 ~ 2005년 : '스타 인간 극장', '희망 이야기' 코너를 선보였다.
- 2015년 : '수요일 N 스타일', '하우스' 코너를 선보였다.
- 2018년 : '브라보! H 라이프', '황금 장바구니' 코너를 선보였다.
- 2019년 : '닥터 필生기' 코너를 선보였다.

## 특집
- 2003년 1월 31일 : 노무현 대통령, 노무현 대통령 여사 권양숙이 출연했다.
- 2010년 3월 5일 : 2010년 밴쿠버 동계 올림픽 특집으로 방송됐다.
  - 출연자
    - 2010년 3월 3일 - 김연아
    - 2010년 3월 4일 - 모태범 · 이상화 · 이승훈
    - 2010년 3월 5일 - 올림픽 캐스터들 7인이 출연했다.
- 2017년 1월 9일 : 5000회 특집으로 방송됐다.

## 방송 시간
| 방송 채널 | 방송 기간                           | 방송 시간                                                                     | 비고             |
| --------- | ----------------------------------- | ----------------------------------------------------------------------------- | ---------------- |
| SBS TV    | 1996년 10월 14일 ~ 1997년 5월 15일  | 매주 월요일 ~ 목요일 오전 10시 5분 ~ 10시 55분                                | 생방송           |
| SBS TV    | 1997년 5월 19일 ~ 1997년 10월 16일  | 매주 월요일 ~ 목요일 오전 10시 ~ 10시 50분                                    | 생방송           |
| SBS TV    | 1997년 10월 20일 ~ 1997년 12월 31일 | 매주 월요일 ~ 목요일 오전 9시 50분 ~ 10시 50분                                | 생방송           |
| SBS TV    | 1998년 1월 5일 ~ 1998년 2월 27일    | 매주 평일 오전 9시 40분 ~ 10시 40분                                           | 생방송           |
| SBS TV    | 1998년 3월 2일 ~ 1999년 2월 26일    | 매주 평일 오전 9시 45분 ~ 10시 40분                                           | 생방송           |
| SBS TV    | 1999년 3월 2일 ~ 1999년 4월 9일     | 매주 평일 오전 9시 30분 ~ 10시 40분                                           | 생방송           |
| SBS TV    | 2000년 5월 15일 ~ 2009년 7월 10일   | 매주 평일 오전 9시 30분 ~ 10시 40분                                           | 생방송           |
| SBS TV    | 1999년 4월 12일 ~ 2000년 5월 12일   | 1부 : 매주 평일 오전 9시 ~ 9시 30분 2부 : 매주 평일 오전 9시 30분 ~ 10시 40분 | 생방송           |
| SBS TV    | 2009년 7월 13일 ~ 2010년 12월 31일  | 매주 평일 오전 9시 20분 ~ 10시 40분                                           | 생방송           |
| SBS TV    | 2011년 1월 3일 ~ 2014년 10월 24일   | 매주 평일 오전 9시 10분 ~ 10시 30분                                           | 생방송           |
| SBS TV    | 2014년 10월 27일 ~ 2015년 11월 27일 | 매주 평일 오전 9시 10분 ~ 10시                                                | 생방송           |
| SBS TV    | 2015년 11월 30일 ~ 2021년 10월 1일  | 매주 평일 오전 9시 10분 ~ 10시 10분                                           | 생방송           |
| SBS TV    | 2021년 10월 4일 ~ 현재              | 매주 평일 아침 8시 50분 ~ 오전 9시 55분                                       | 생방송           |
| SBS TV    | 2020년 7월 7일 ~ 2020년 12월 29일   | 매주 화요일 아침 5시 ~ 6시                                                    | 좋은 아침 스페셜 |
| SBS TV    | 2021년 1월 8일 ~ 2021년 4월 9일     | 매주 금요일 오후 4시 ~ 저녁 5시                                               | 좋은 아침 스페셜 |
| SBS TV    | 2021년 4월 13일 ~ 2021년 4월 27일   | 매주 화요일 오후 4시 ~ 저녁 5시                                               | 좋은 아침 스페셜 |
| SBS TV    | 2021년 5월 3일 ~ 2024년 1월 23일    | 매주 월, 화요일 오후 4시 ~ 저녁 5시                                           | 좋은 아침 스페셜 |
| SBS TV    | 2024년 2월 1일 ~ 2024년 5월 17일    | 매주 목, 금요일 오후 4시 ~ 저녁 5시                                           | 좋은 아침 스페셜 |
| SBS TV    | 2024년 6월 27일 ~ 2024년 6월 28일   | 매주 목, 금요일 오후 4시 ~ 저녁 5시                                           | 좋은 아침 스페셜 |
| SBS TV    | 2024년 5월 22일 ~ 2024년 6월 21일   | 매주 수요일 ~ 금요일 오후 4시 ~ 저녁 5시                                      | 좋은 아침 스페셜 |
| SBS TV    | 2024년 7월 1일 ~ 현재               | 매주 월, 수 ~ 금요일 오후 4시 ~ 저녁 5시                                      | 좋은 아침 스페셜 |
| SBS TV    | 2024년 7월 8일 ~ 2024년 9월 1일     | 매주 월, 수 ~ 금요일 오후 4시 ~ 저녁 5시 일요일 아침 6시 10분 ~ 아침 7시 10분 | 좋은 아침 스페셜 |
| SBS TV    | 2024년 9월 4일 ~ 2024년 9월 29일    | 매주 수 ~ 금요일 오후 4시 ~ 저녁 5시 일요일 아침 6시 10분 ~ 아침 7시 10분     | 좋은 아침 스페셜 |
| SBS TV    | 2024년 10월 2일                     | 수요일 오후 4시 ~ 저녁 5시                                                    | 좋은 아침 스페셜 |

## MC

### 남성
| 대수 | 진행자             | 진행 기간                          | 비고  |
| ---- | ------------------ | ---------------------------------- | ----- |
| 1대  | 방송인 한선교      | 1996년 10월 14일 ~ 2004년 1월 30일 |       |
| 2대  | 배우 강남길        | 1999년 1월 4일 ~ 2001년 일자 미상  |       |
| 3대  | 코미디언 표인봉    | 2001년 일자 미상 ~ 2002년 11월 1일 |       |
| 4대  | 코미디언 조형기    | 2002년 11월 4일 ~ 2014년 4월 11일  |       |
| 5대  | 방송인 김승현      | 2004년 2월 2일 ~ 2008년 5월 2일    |       |
| 6대  | 배우 이재룡        | 2008년 5월 5일 ~ 2009년 4월 24일   |       |
| 7대  | 배기완 前 아나운서 | 2009년 4월 27일 ~ 2012년 5월 11일  |       |
| 8대  | 김환 前 아나운서   | 2012년 5월 14일 ~ 2017년 6월 2일   |       |
| 9대  | 김일중 前 아나운서 | 2014년 4월 14일 ~ 2015년 8월 31일  |       |
| 10대 | 조정식 前 아나운서 | 2015년 9월 7일 ~ 2016년 12월 29일  |       |
| 11대 | 최기환 前 아나운서 | 2017년 1월 2일 ~ 2019년 3월 22일   |       |
| 12대 | 박찬민 前 아나운서 | 2017년 6월 5일 ~ 2021년 11월 5일   |       |
| 13대 | 이인권 아나운서    | 2021년 11월 8일 ~ 2025년 7월 10일  | [ 4 ] |
| 임시 | 김윤상 아나운서    | 2025년 7월 11일                    |       |
| 14대 | 김현진 아나운서    | 2025년 7월 14일 ~ 현재             | [ 5 ] |

### 여성
| 대수 | 진행자             | 진행 기간                          | 비고  |
| ---- | ------------------ | ---------------------------------- | ----- |
| 1대  | 방송인 정은아      | 1999년 1월 4일 ~ 2009년 4월 24일   |       |
| 2대  | 최영아 아나운서    | 2009년 4월 27일 ~ 2012년 5월 11일  |       |
| 3대  | 박은경 아나운서    | 2012년 5월 14일 ~ 2014년 4월 11일  |       |
| 4대  | 배우 양정아        | 2014년 4월 14일 ~ 2014년 10월 24일 |       |
| 5대  | 김지연 前 아나운서 | 2014년 10월 27일 ~ 2021년 1월 15일 |       |
| 6대  | 류이라 아나운서    | 2019년 3월 25일 ~ 현재             | [ 8 ] |
| 7대  | 유혜영 아나운서    | 2021년 1월 18일 ~ 2024년 12월 31일 | [ 9 ] |
| 8대  | 이윤아 아나운서    | 2025년 1월 1일 ~ 현재              |       |

## 코너

### 방영 코너

#### 월요일
- 뷰티풀 라이프

#### 화요일
- 닥터 필생기

#### 수요일
- 더 건강한 스쿨

#### 목요일
- 황금 마이크

#### 금요일
- 건강한 아침 기적의 선물

## 타이틀 변천사
- 현재 타이틀은 2009년 4월 27일부터 기준으로 한다.

| 기수 | 프로그램 타이틀           | 방송 기간                         |
| ---- | ------------------------- | --------------------------------- |
| 1기  | 한선교의 좋은 아침        | 1996년 10월 14일 ~ 1999년 1월 1일 |
| 2기  | 한선교 정은아의 좋은 아침 | 1999년 1월 4일 ~ 2004년 1월 30일  |
| 3기  | 김승현 정은아의 좋은 아침 | 2004년 2월 2일 ~ 2008년 5월 2일   |
| 4기  | 이재룡 정은아의 좋은 아침 | 2008년 5월 5일 ~ 2009년 4월 24일  |
| 5기  | 좋은 아침                 | 2009년 4월 27일 ~ 현재            |

## 지역 방송국 프로그램
| 방송 채널 | 방송 권역           | 프로그램                    | 방송 시간                                 |
| --------- | ------------------- | --------------------------- | ----------------------------------------- |
| KNN TV    | 부산광역시 경상남도 | 메디컬 24시 닥터스 (재방송) | 매주 월요일 오전 8시 50분 ~ 오전 9시 55분 |

| 방송 채널 | 방송 권역                          | 월요일 | 화요일 | 수요일 | 목요일 | 금요일 |
| --------- | ---------------------------------- | ------ | ------ | ------ | ------ | ------ |
| G1 TV     | 강원특별자치도                     | O      | O      | O      | O      | O      |
| TJB TV    | 대전광역시 세종특별자치시 충청남도 | O      | O      | O      | O      | O      |
| CJB TV    | 충청북도                           | O      | O      | O      | O      | O      |
| TBC TV    | 대구광역시 경상북도                | O      | O      | O      | O      | O      |
| KNN TV    | 부산광역시 경상남도                | X      | O      | O      | O      | O      |
| ubc TV    | 울산광역시                         | O      | O      | O      | O      | O      |
| kbc TV    | 광주광역시 전라남도                | O      | O      | O      | O      | O      |
| JTV TV    | 전북특별자치도                     | O      | O      | O      | O      | O      |
| JIBS TV   | 제주특별자치도                     | O      | O      | O      | O      | O      |

## 결방
- 2024년 11월 6일 : 《2024 미국의 선택 1부》 편성으로 인해 결방
- 2024년 11월 8일 : 《창사 특집 2024 SBS 희망 TV 1부》 편성으로 인해 결방
- 2024년 11월 12일 : 《창사 특집 SBS D포럼 2024》 편성으로 인해 결방
- 2025년 1월 28일 ~ 2025년 1월 30일 : 설날로 인해 결방
- 2025년 4월 4일 : 《SBS 뉴스특보》 편성으로 인해 결방
- 2025년 4월 24일 : 《SBS X 그랜드 퀘스트》, 《생활의 달인 스페셜》 편성으로 인해 결방
- 2025년 5월 23일 : 《2025 SBS 희망 TV 1부》 편성으로 인해 결방
- 2025년 6월 3일 : 《와! 진짜? 세상에 이런일이 (재방송)》 편성으로 인해 결방
- 2025년 6월 4일 : 《제21대 대통령 취임 다 함께 다시 시작》 편성으로 인해 결방
- 2025년 7월 31일 : 한미 관세협상 《SBS뉴스특보》및 《모닝와이드》및 《SBS 10시 뉴스》 편성으로 인한 10시 30분으로 변경

## 경쟁 프로그램
- 무엇이든 물어보세요 (KBS 1TV)
- 기분 좋은 날 (MBC TV)